# イヌイット友愛党
イヌイット友愛党（イヌイットゆうあいとう、グリーンランド語: Inuit Ataqatigiit）は、グリーンランドの左翼・分離主義政党。急進主義的な若者が増えた1970年代に設立された。グリーンランドを独立国家とすることに努めている 。
2005年の総選挙で、友愛党は有効投票の22.6%を得票し、定数31のグリーンランド議会で7議席を獲得した。4年後の2009年6月に行われた総選挙では44%と大多数を獲得し、議席数も14議席に倍増して第一党となった。この選挙で連立パートナーであった進歩党は第一党から第二党に、民主党は第二党から第三党となった。デンマーク国会（フォルケティング）にも、グリーンランド代表として1議席（ヨセフ・モッツフェルト）を保持している。前党首は議会議員のクーピク・クライストで、2008年にモッツフェルトの後任として就任した。
キム・キールセン政権の押し進めるレアアース採掘計画には環境汚染の懸念から反対の立場を取り、この計画が争点となった2021年4月6日執行の総選挙ではキールセンが属する進歩党の10議席を抑えて12議席となり単独で第1党を獲得、同じく計画に反対のナレラク党の4議席とあわせて議会過半数を占めることとなり、採掘計画は凍結される見通しとなった。